# Пашово
Пашово е село в Южна България. То се намира в община Свиленград, област Хасково. До 1934 година името на селото е Паша махле.